# Предавател
Предавател е устройство, което разпространява (или подготвя за пренасяне) сигнал в определена преносна среда. Понятието се свързва най-често с устройството за предаване на електромагнитни вълни – радиопредавател.

## Устройства

### Радиопредавател
Радиопредавателят е електронно устройство, което в съчетание с честотен генератор, усилвател и антена, излъчва радиовълни както за нуждите на обществото – далекосъобщения, радиоразпръскване и телевизионно разпръскване, така и в областта на авиацията, военното и минното дело.
Основни елементи на радиопредавателя са: електрозахранване, генератор за високочестотни електромагнитни трептения, модулатор, крайно стъпало и антена. Захранването дава необходимите електрически токове при нужните напрежения за различните стъпала. Генераторът създава незатихващи трептения с необходимата за излъчване радиочестота. Чрез модулатора към тези трептения се добавя информацията, която ще се излъчва – звук, образ или други данни. Този процес се нарича модулиране на сигнала. Крайното стъпало отдава необходимата електрическа мощност на излъчване чрез антената. Между генератора, модулатора и крайното стъпало може да има буферни усилватели.
Възможно е модулацията да се извършва в крайното стъпало. Възможно е също към предавателя да постъпва модулиран сигнал, а той единствено да го усилва до необходимата мощност. Радиопредавателите, работещи чрез амплитудна модулация, излъчват АМ радиосигнал в диапазона на дългите, средните и късите вълни, а тези, използващи честотна модулация – (на английски Frequency Modulation – FM), излъчват УКВ-ЧМ радиосигнали. Различните типове предаватели могат да модулират аналогови или цифрови радиосигнали. През XXI век е най-широко приложението на УКВ–предавателите. Използват се и честоти в областта на микровълните.
Образуваните от предавателя сигнали се излъчват чрез радиовълни от предавателна антена. Възпроизвеждането на звук и картина от приемателното устройство (радиоприемник, телевизор) се осъществява чрез обратно преобразуване на сигнала – демодулиране. Съществуват и устройства, съчетаващи в себе си както предавател, така и приемник. Такива са например мобилните телефони и подвижните радиостанции.

### Оптичен предавател
Оптичният предавател е устройството за подаване на светлинен сигнал по оптично влакно.

### Телеграфен предавател
Телеграфният предавател е най-простият тип радиопредавател, залегнал в основата на преноса на информация чрез радиовълни. Първите телеграфни предаватели използват основно Морзов код, който се излъчва от антената под формата на последователни импулси от радиовълни. Те излъчват в широк диапазон, което може да създава смущения в съвременните приемни устройства.
Радиовълната в предавателя се генерира от високоволтов искров разряд в искровата междина на бобина образуваща трептящ кръг с кондензатор (лайденски стъкленици и с антената, а другият ѝ край е заземен. Енергията на разряда се задържа във високоволтови кондензатори – лайденски стъкленици. Високото напрежение се генерира от електромеханичен прекъсвач, който подава напрежение на повишаващ трансформатор. Схемата се захранва от батерии и се включва от телеграфен ключ, с който се изпраща съобщението като поредица от включвания и изключвания.

## Обхват на предавателите
Честотна модулация (на английски: frequency modulation, FM) – е техника, ползвана на по-високи честоти, като радиовълните се разпространяват до разстояния, които зависят от мощността на антената и от височината ѝ.